# Coquenia bondi
Coquenia bondi è un mammifero notoungulato estinto, appartenente ai leontiniidi. Visse nell'Eocene medio (circa 45 - 40 milioni di anni fa) e i suoi resti fossili sono stati ritrovati in Argentina.

## Descrizione
Conosciuto esclusivamente per resti del cranio e della mandibola, Coquenia doveva essere un animale dalla struttura massiccia, delle dimensioni di una pecora. I denti di questo animale erano a corona bassa (brachidonti), e gli incisivi assomigliavano a canini, con cingolo labiale e linguale. Il secondo incisivo superiore era più sviluppato rispetto agli altri due (caratteristica tipica dei leontiniidi), mentre il canino superiore era dotato di una corona ruotata, con cingolo labiale e linguale. I quattro premolari erano dotati di un cingolo anterolinguale con una piccola conca situata direttamente davanti al protocono. I premolari aumentavano progressivamente di taglia verso la parte posteriore delle fauci. I molari superiori erano dotati di cingolo labiale, ed erano dotati di fossetta posteriore (come anche quelli inferiori). Il terzo molare superiore era più largo alla base del suo lato linguale.

## Classificazione
Coquenia è un membro arcaico dei leontiniidi, un gruppo di notoungulati tossodonti comparsi nell'Eocene e sopravvissuti fino al Miocene, dalla corporatura robusta e dalle zampe massicce. Coquenia, in particolare, è uno dei membri più antichi insieme all'analogo Martinmiguelia. 
Coquenia bondi venne descritto per la prima volta nel 2008, sulla base di resti fossili ritrovati nella formazione Lumbrera, nella zona di Pampa Grande (Provincia di Salta, Argentina). 